# Saturn Awards 1985
La 12ª edizione dei Saturn Awards si è svolta il 9 giugno 1985, per premiare le migliori produzioni cinematografiche del 1984.

## Candidati e vincitori
I vincitori sono indicati in grassetto.

### Film

#### Miglior film di fantascienza
- Terminator (The Terminator), regia di James Cameron[1]
- Dune, regia di David Lynch
- Starman, regia di John Carpenter
- 2010 - L'anno del contatto (2010), regia di Peter Hyams
- Star Trek III - Alla ricerca di Spock (Star Trek III: The Search for Spock), regia di Leonard Nimoy

#### Miglior film horror
- Gremlins, regia di Joe Dante[2]
- Dreamscape - Fuga nell'incubo (Dreamscape), regia di Joseph Ruben
- Fenomeni paranormali incontrollabili (Firestarter), regia di Mark L. Lester
- Nightmare - Dal profondo della notte (A Nightmare on Elm Street), regia di Wes Craven
- Creature, regia di William Malone

#### Miglior film fantasy
- Ghostbusters - Acchiappafantasmi (Ghostbusters), regia di Ivan Reitman[3]
- Greystoke - La leggenda di Tarzan, il signore delle scimmie (Greystoke: The Legend of Tarzan, Lord of the Apes), regia di Hugh Hudson
- Indiana Jones e il tempio maledetto (Indiana Jones and the Temple of Doom), regia di Steven Spielberg
- La storia infinita (The NeverEnding Story), regia di Wolfgang Petersen
- Splash - Una sirena a Manhattan (Splash), regia di Ron Howard

#### Miglior attore
- Jeff Bridges - Starman
- Harrison Ford - Indiana Jones e il tempio maledetto (Indiana Jones and the Temple of Doom)
- George Burns - Oh, God! You Devil
- William Shatner - Star Trek III - Alla ricerca di Spock (Star Trek III: The Search for Spock)
- Arnold Schwarzenegger - Terminator (The Terminator)

#### Miglior attrice
- Daryl Hannah - Splash - Una sirena a Manhattan (Splash)
- Nancy Allen - Philadelphia Experiment
- Karen Allen - Starman
- Helen Slater - Supergirl - La ragazza d'acciaio (Supergirl)
- Linda Hamilton - Terminator (The Terminator)

#### Miglior attore non protagonista
- Tracey Walter - Repo Man - Il recuperatore (Repo Man)
- John Lithgow - Buckaroo Banzai (The Adventures of Buckaroo Banzai Across the 8th Dimension)
- Dick Miller - Gremlins
- Robert Preston - Giochi stellari (The Last Starfighter)
- John Candy - Splash - Una sirena a Manhattan (Splash)

#### Miglior attrice non protagonista
- Polly Holliday - Gremlins
- Grace Jones - Conan il distruttore (Conan the Destroyer)
- Mary Woronov - La notte della cometa (Night of the Comet)
- Kirstie Alley - Runaway
- Judith Anderson - Star Trek III - Alla ricerca di Spock (Star Trek III: The Search for Spock)

#### Miglior attore emergente
- Noah Hathaway - La storia infinita (The NeverEnding Story)
- Drew Barrymore - Fenomeni paranormali incontrollabili (Firestarter)
- Jsu Garcia - Nightmare - Dal profondo della notte (A Nightmare on Elm Street)
- Corey Feldman - Gremlins
- Jonathan Ke Quan - Indiana Jones e il tempio maledetto (Indiana Jones and the Temple of Doom)

#### Miglior regia
- Joe Dante - Gremlins[4]
- Steven Spielberg - Indiana Jones e il tempio maledetto (Indiana Jones and the Temple of Doom)
- Ron Howard - Splash - Una sirena a Manhattan (Splash)
- Leonard Nimoy - Star Trek III - Alla ricerca di Spock (Star Trek III: The Search for Spock)
- James Cameron - Terminator (The Terminator)

#### Miglior sceneggiatura
- James Cameron e Gale Anne Hurd - Terminator (The Terminator)
- Earl Mac Rauch - Le avventure di Buckaroo Banzai nella quarta dimensione (The Adventures of Buckaroo Banzai Across the 8th Dimension)
- Chris Columbus - Gremlins
- Willard Huyck e Gloria Katz - Indiana Jones e il tempio maledetto (Indiana Jones and the Temple of Doom)
- Alex Cox - Repo Man - Il recuperatore (Repo Man)

#### Migliori effetti speciali
- Chris Walas - Gremlins
- Richard Edlund - 2010 - L'anno del contatto (2010)
- Lawrence E. Benson - Creature
- Barry Nolan - Dune
- Ralph Winter - Star Trek III - Alla ricerca di Spock (Star Trek III: The Search for Spock)

#### Miglior colonna sonora
- Jerry Goldsmith - Gremlins
- Ralph Burns - I Muppet alla conquista di Broadway (The Muppets Take Manhattan)
- Giorgio Moroder e Klaus Doldinger - La storia infinita (The NeverEnding Story)
- Michel Colombier - Purple Rain
- Brad Fiedel - Terminator (The Terminator)

#### Migliori costumi
- Bob Ringwood - Dune
- John Mollo - Greystoke - La leggenda di Tarzan, il signore delle scimmie (Greystoke: The Legend of Tarzan, Lord of the Apes)
- Anthony Powell - Indiana Jones e il tempio maledetto (Indiana Jones and the Temple of Doom)
- Robert Fletcher - Star Trek III - Alla ricerca di Spock (Star Trek III: The Search for Spock)
- Patricia Norris - 2010 - L'anno del contatto (2010)

#### Miglior trucco
- Stan Winston - Terminator (The Terminator)
- Giannetto De Rossi - Dune
- Greg LaCava - Gremlins
- Tom Smith - Indiana Jones e il tempio maledetto (Indiana Jones and the Temple of Doom)
- Robert J. Schiffer - Splash - Una sirena a Manhattan (Splash)

## Premi speciali
- President's Award: Jack Arnold
- George Pal Memorial Award: Douglas Trumbull